# Kalugumalai
Kalugumalai (Tamil: கழுகுமலை Kaḻukumalai [ˈkaɻɯɡɯmalɛi̯], auch Kazhugumalai) ist eine Kleinstadt im indischen Bundesstaat Tamil Nadu. Die Einwohnerzahl beträgt rund 15.000 (Volkszählung 2011).

## Geografie
Kalugumalai liegt im Distrikt Thoothukudi rund 60 Kilometer nördlich von Tirunelveli im Süden Tamil Nadus. Verwaltungsmäßig gehört die Stadt zum Taluk Kovilpatti des Distrikts Thoothukudi. In Kalugumalai erhebt sich ein massiver Granitfelsen aus der flachen Umgebung. Diesem Felsen verdankt der Ort seinen Namen, der wörtlich „Geierberg“ bedeutet.

## Bevölkerung
88 Prozent der Einwohner Kalugumalais sind Hindus, 11 Prozent Christen und 1 Prozent Muslime. Die Hauptsprache ist Tamil, das von 96 Prozent der Bevölkerung als Muttersprache gesprochen wird. Daneben gibt es eine Telugu sprechende Minderheit.

## Geschichte
Während der britischen Kolonialzeit gehörte Kalugumalai zum Grundbesitz der Zamindar von Ettayapuram. Diese förderten den Kalugusalamoorthy-Tempel in Kalugumalai. Im Jahr 1849 übertrug der Herrscher von Ettayapuram die Lehnshoheit über den Ort an den Tempel, der von nun an alle Steuereinnahmen erhielt. Er ließ auch die Prozessionsstraßen vor dem Tempel anlegen. Im Jahr 1895 kam es in Kalugumalai zu schweren Auseinandersetzungen zwischen den Kasten der Maravar und Nadar. Den Nadar, die zu dieser Zeit eine sehr niedrige Stellung in der Kastenhierarchie innehalten, war es zuvor verboten gewesen, die Prozessionen auf den Straßen vor dem Kalugasalamoorthy-Tempel durchzuführen. Nachdem es den Nadar aber gelungen war, im 19. Jahrhundert durch wirtschaftlichen Erfolg ihre soziale Stellung zu verbessern, wehrten sie sich gegen dieses Verbot, was wiederum auf den Widerstand der dominierenden Kaste der Maravar stieß. Bei einer Prozession anlässlich eines Tempelfestes eskalierte der Konflikt, und es kam zu Gewalttätigkeiten, die zehn Todesopfer forderten.

## Sehenswürdigkeiten
Der wichtigste Tempel Kalugumalais ist der am südlichen Fuß des Felsens gelegene Kalugasalamoorthy-Tempel, der dem Hindu-Gott Murugan geweiht ist. Das eigentliche Heiligtum ist ein in den Fels hineingehauener Höhlentempel, dem eine Säulenhalle (Mandapa) vorgelagert ist. Zu dem Tempelkomplex gehört auch ein Tempelteich. Vor dem Tempel liegt ein rechteckiger Straßenring, bestehend aus den sogenannten Car Streets, auf denen anlässlich von Tempelfesten Prozessionen durchgeführt werden. Der Name Car Street rührt von den Tempelwagen her, die bei den Prozessionen durch die Straßen gezogen werden. In den meisten südindischen Tempelstädten führen solche Prozessionsstraßen um den Tempel herum, in Kalugumalai ist dies wegen der topografischen Begebenheiten aber nicht möglich, sodass der Kalugasalamoorthy-Tempel sich außerhalb des Straßenrings befindet.
Neben dem Kalugasalamoorthy-Tempel beherbergt Kalugumalai einige weitere kulturgeschichtlich bedeutende Monumente. An der Ostflanke des Felsens befindet sich der Vettuvan-Kovil-Tempel, ein monolithischer Tempelbau, der direkt aus dem Felsgestein herausgehauen wurde. Er stammt aus dem 8. Jahrhundert und gehört zu den wenigen Beispielen für die Architektur der frühen Pandya. Der Tempel ist unvollendet geblieben; voll ausgearbeitet ist nur der Turmaufbau (Vimana), der mit reichem Figurenschmuck ausgestattet ist. Unweit des Vettuvan-Kovil-Tempels befinden sich jainistische Felsreliefs. Dargestellt sind Reihen von stehenden Tirthankaras sowie die Göttin Ambika.

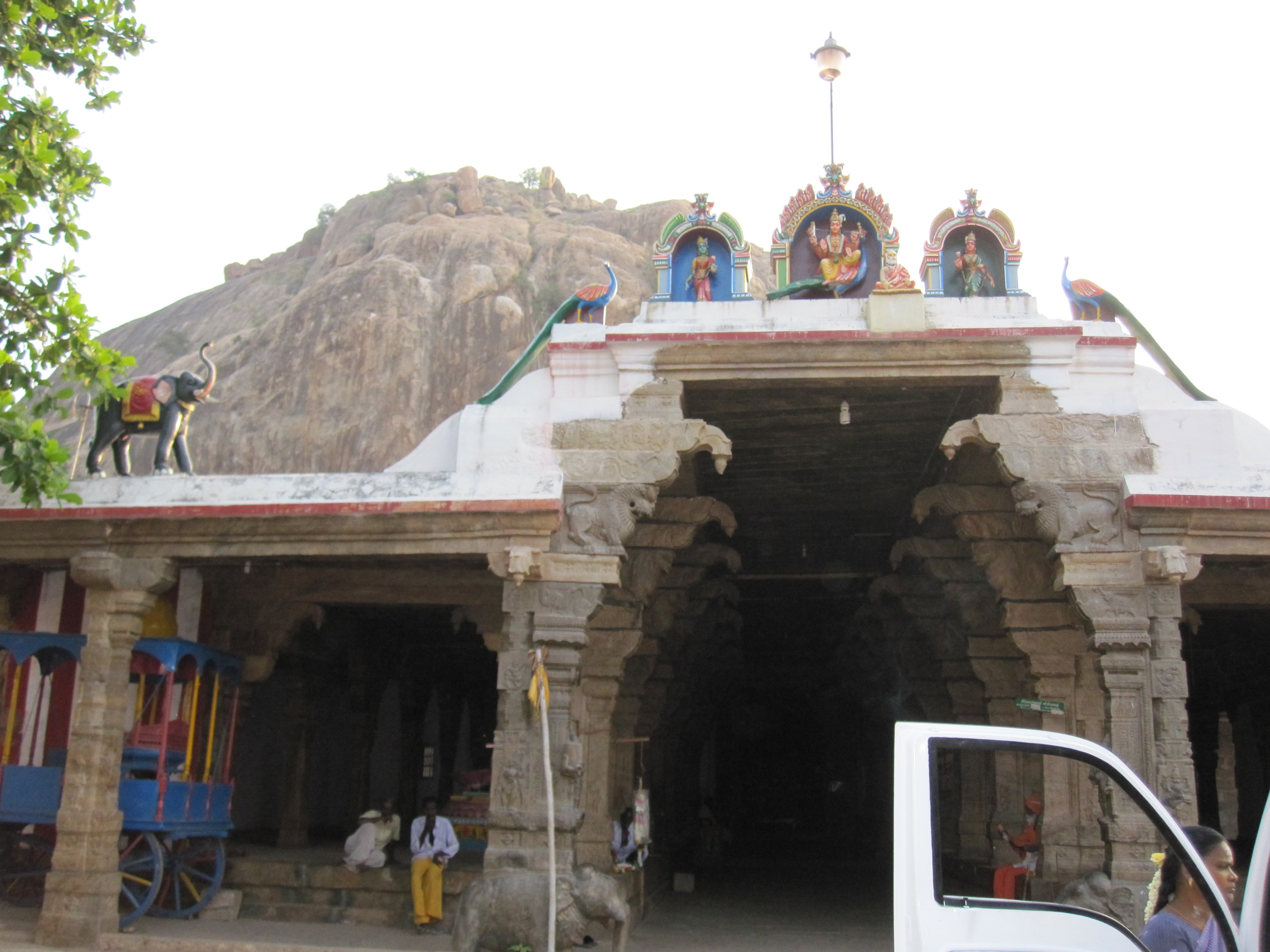
Kalugusalamoorthy-Tempel
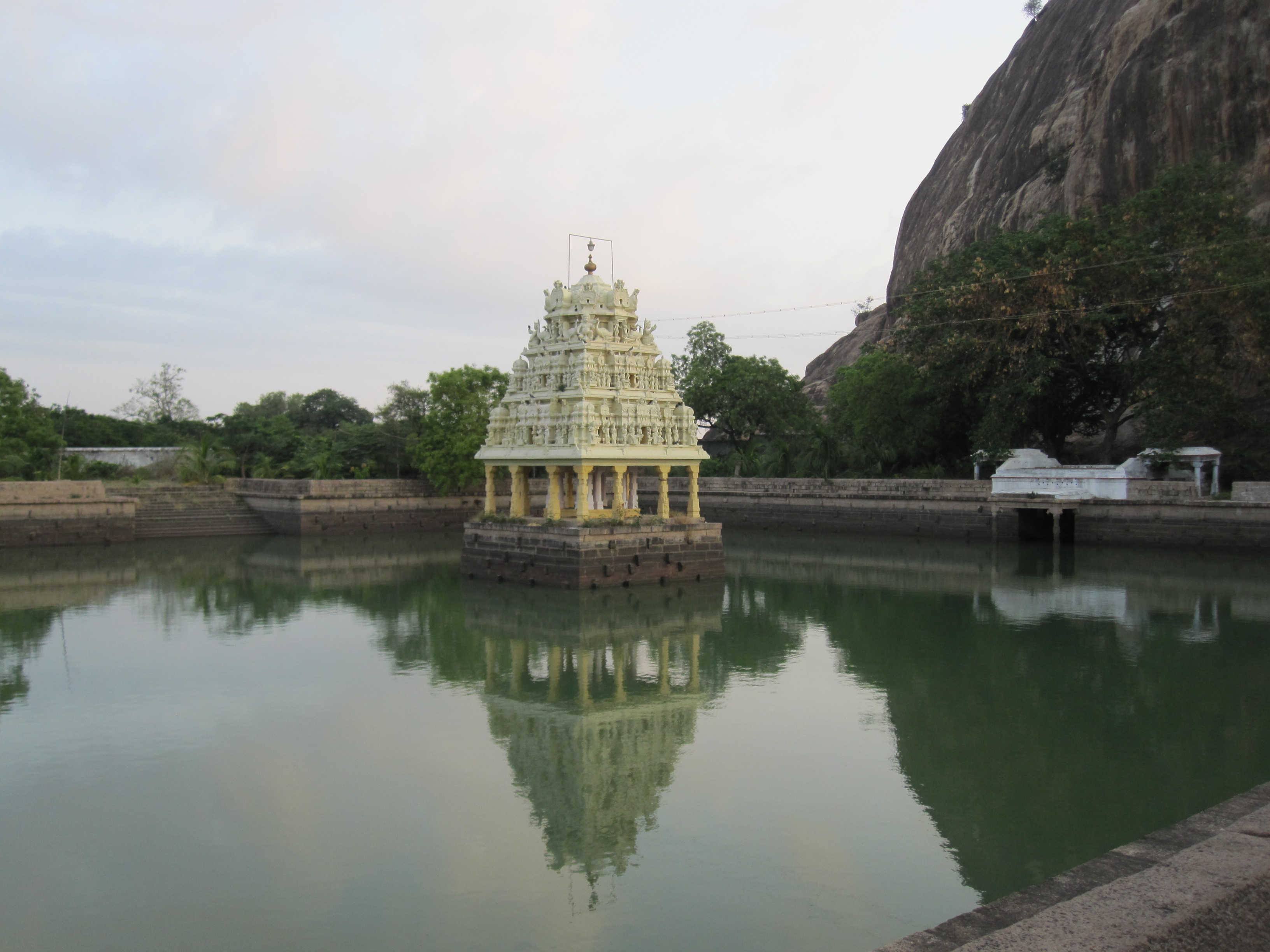
Tempelteich
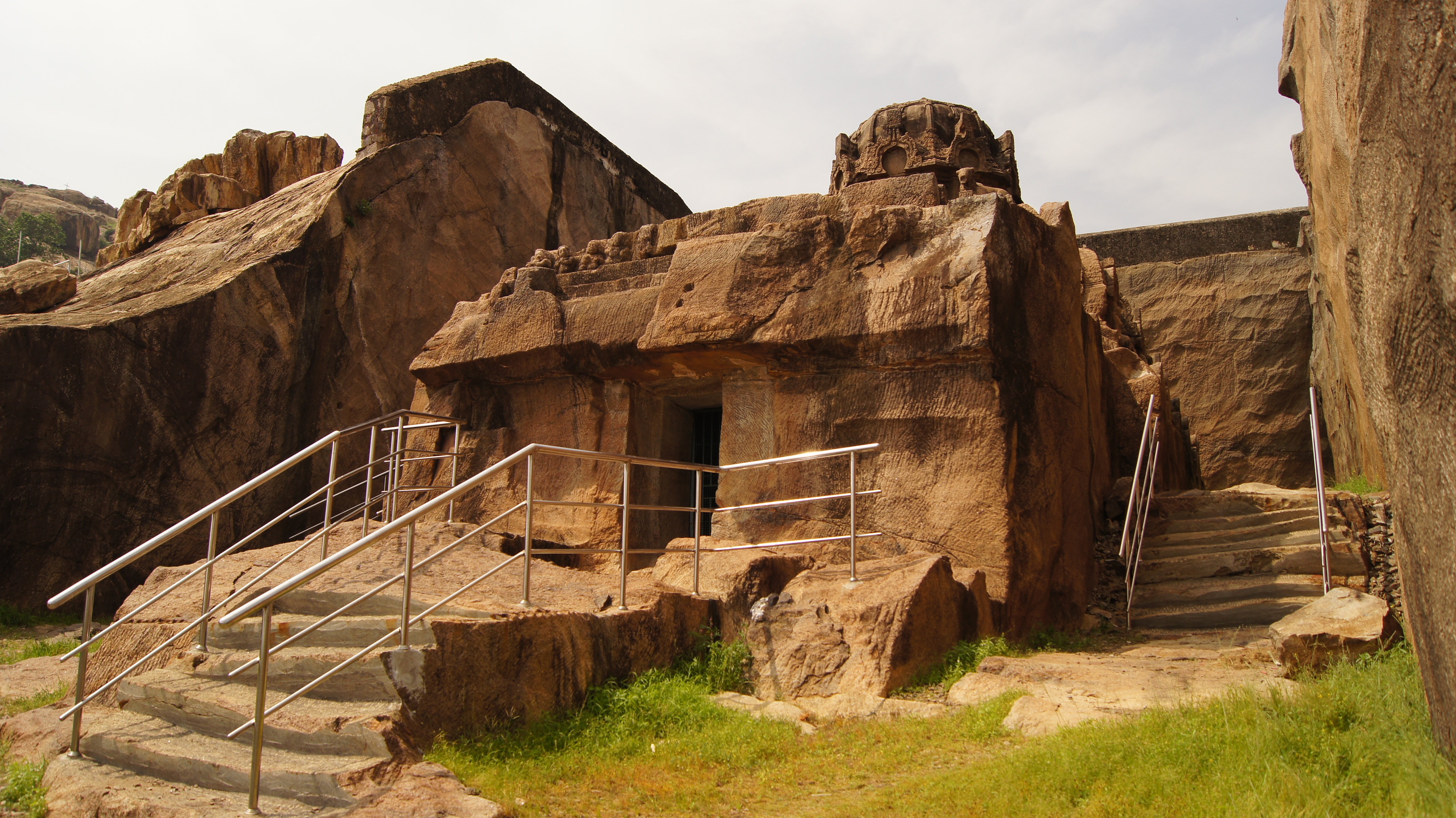
Vettuvan-Kovil-Tempel
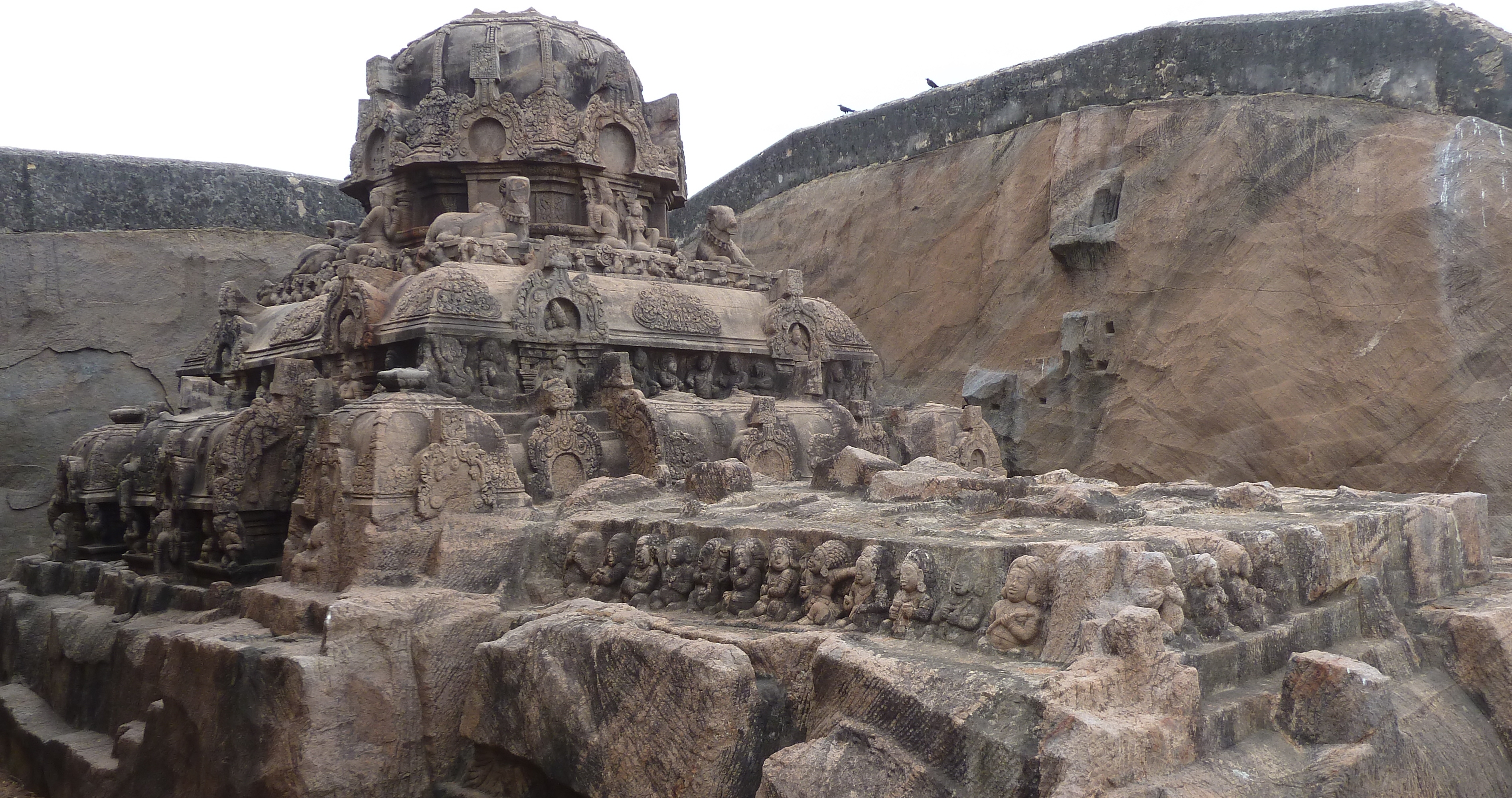
Vettuvan-Kovil-Tempel
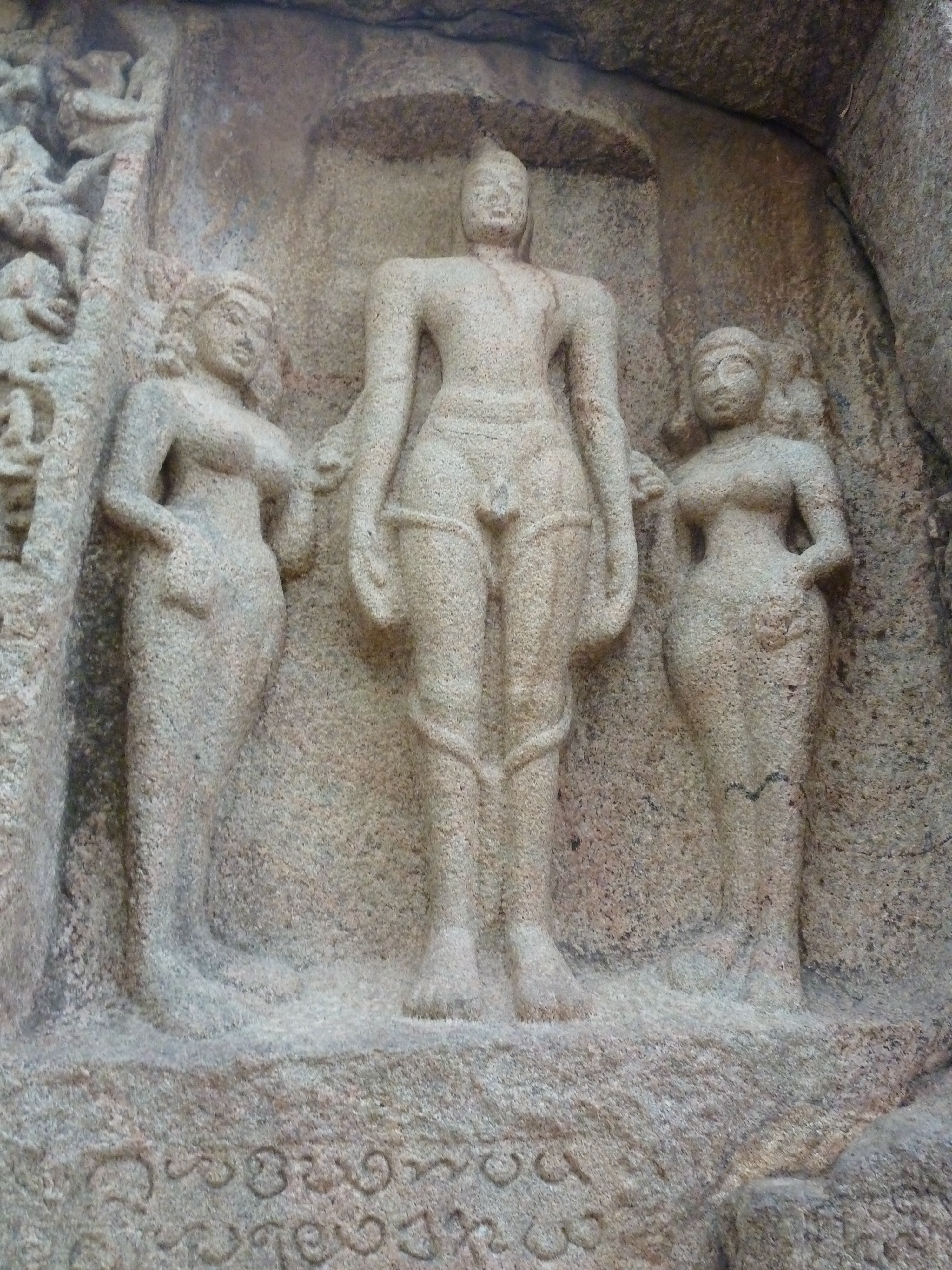
Jainistische Skulpturen